# Мемелло Махабане
Мемелло Махабане (англ. Mamello Makhabane; нар. 24 лютого 1988, Кутлоанонг, Одендаалсрус, ПАР) — південноафриканська футболістка, півзахисниця клубу JVW та національної збірної ПАР.

## Клубна кар'єра
Народилася в місті Кутлоанонг (провінція Одендаалсрус). Футболом розпочала займатися в однойменній команді. У 2009 році приєдналася до «Пелес Супер Фелконс», а 2017 року підсилила JVW.

## Кар'єра в збірній
У 2005 році вперше отримала запрошення від національної збірної ПАР. Допомогла національній команді кваліфікуватися на Літні Олімпійські ігри 2012 року, але у вересні 2011 року отримала травму паху, через що не змогла взяти участь в Олімпіаді. У вересні 2014 року потрапила до складу національної команди для підготовки до жіночого чемпіонату Африки 2014 року в Намібії. Представляла Південну Африку на літніх Олімпійських іграх 2016 року в Ріо-де-Жанейро, де південноафриканки вибули за підсумками групового етапу.
У серпні 2019 року провела свій 100-й поєдинок у футболці національної збірної ПАР.